# Współrzędne Fatou

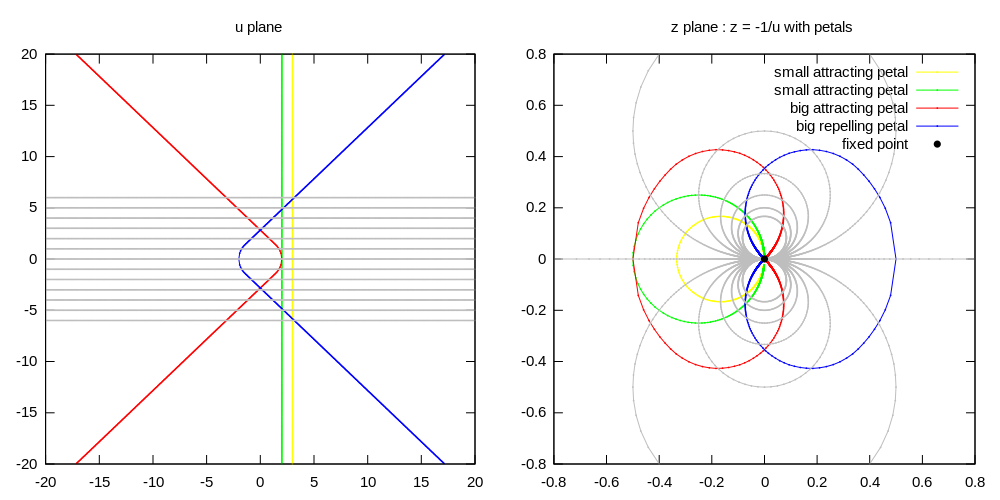
Obszary definicji współrzędnych Fatou dla funkcji

Współrzędne Fatou – przekształcenie płaszczyzny zespolonej ułatwiające badanie dynamiki kiełków funkcji holomorficznych w otoczeniu parabolicznego punktu stałego. Nazwa pochodzi od nazwiska francuskiego matematyka, Pierre’a Fatou.

## Definicja formalna

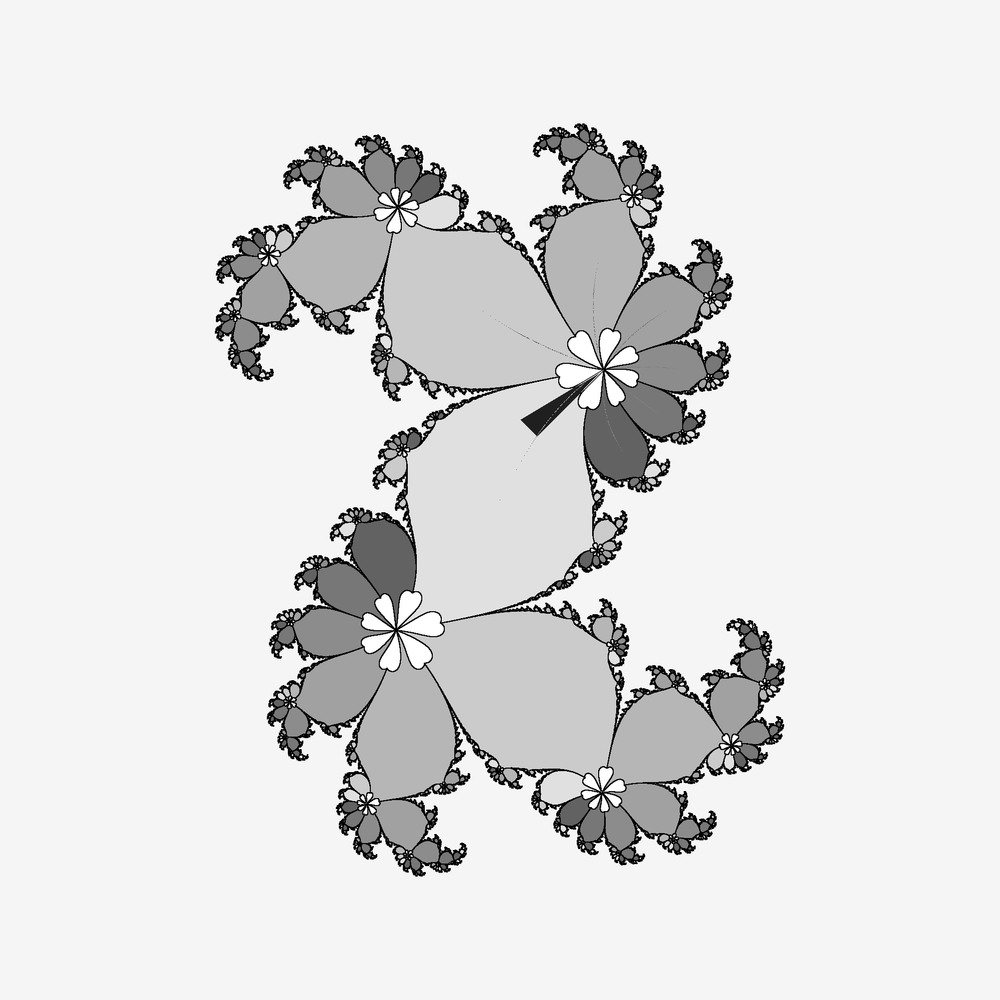
Odpychające kwiaty wokół punktu stałego i jego przeciwobrazów. Współrzędne Fatou są zdefiniowane wewnątrz płatków wokół parabolicznego punktu stałego

Prosty kiełek paraboliczny w zerze ma postać
{\displaystyle F(w)=w+aw^{2}+O(w^{3}),}
gdzie:
- O oznacza notację dużego O,
- zero oznacza punkt w=0, czyli biegun w układzie współrzędnych biegunowych, który jest parabolicznym punktem stałym funkcji F(w).

Można zmienić współrzędne w taki sposób, aby:
- {\displaystyle a=1,}
- punkt stały przenieść z zera do nieskończoności (punkt {\displaystyle \infty } sfery Riemanna).

Po zmianie współrzędnych {\displaystyle z=-{\frac {1}{w}}} kiełek funkcji
{\displaystyle f(z)=-{\frac {1}{F(-{\frac {1}{z}})}}}
ma postać
{\displaystyle f(z)=z+1+O(z^{-1}).}
Istnieją takie stałe {\displaystyle c,\alpha {:}}
{\displaystyle c>0,}
{\displaystyle \pi >\alpha >\pi /2,}
takie że w sektorach
{\displaystyle \{|\operatorname {arg} (z-c)|<\alpha \}}
i
{\displaystyle \{|\operatorname {arg} (z+c)-\pi |<\alpha \}}
istnieją rozwiązania analityczne równania funkcyjnego Abela
{\displaystyle \varphi (f(z))=\varphi (z)+1}
z asymptotami w nieskończoności
{\displaystyle \varphi (z)=c+z+A\log z+O(z^{-1}).}
Te rozwiązania {\displaystyle \varphi (z)} nazywane są współrzędnymi Fatou.

## Zastosowanie

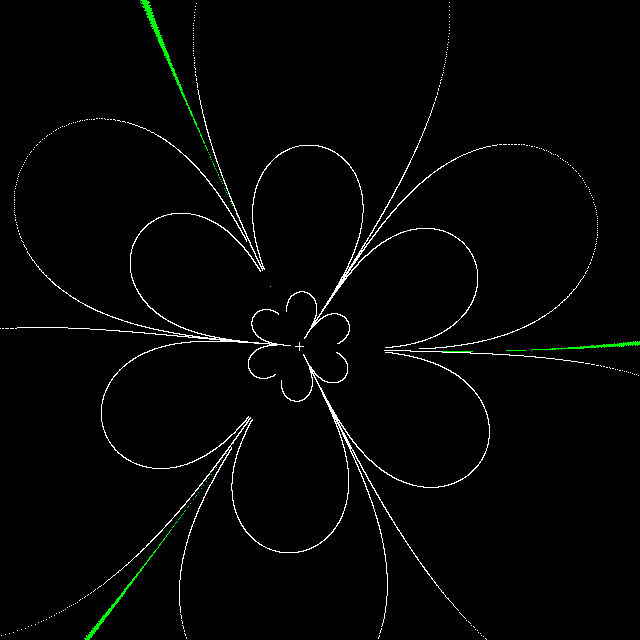
orbity punktów w otoczeniu parabolicznego punktu stałego

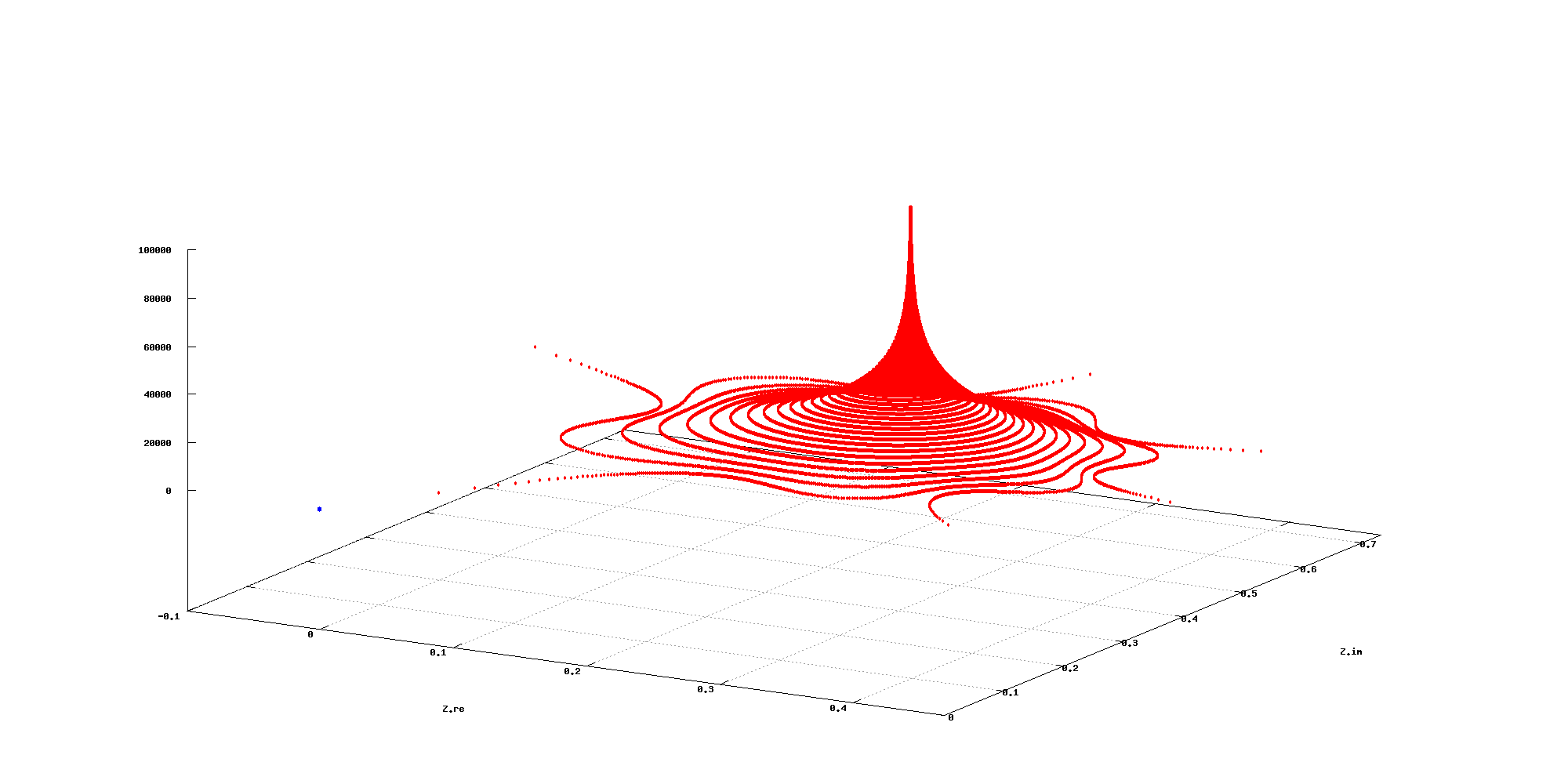
Leniwa dynamika: punkt krytyczny potrzebuje około 100 000 iteracji aby zbliżyć się do punktu stałego

Współrzędne Fatou umożliwiają pełny opis lokalny dynamiki {\displaystyle F(w)} w otoczeniu parabolicznego punktu stałego.
Orbity punktów w otoczeniu parabolicznego są złożone z dwóch przekształceń:
- rotacji wokół punktu stałego,
- początkowego oddalaniu się, a potem przybliżaniu do punktu stałego.

Potrzeba bardzo dużej liczby iteracji aby sprawdzić, czy punkt w:
- ucieka do nieskończoności, czyli leży na zewnątrz od zbioru Julii,
- dąży do punktu stałego, czyli jest wewnątrz zbioru Julii.

Dynamika w otoczeniu parabolicznego punktu stałego jest więc:
- złożona,
- leniwa (powolna)

i z tych powodów jej ocena jest trudna.
Orbity {\displaystyle F(w)} w okolicy parabolicznego punktu stałego zachowują się jak orbity funkcji {\displaystyle z\to z+1} w okolicy punktu stałego w nieskończoności (punkt {\displaystyle z=\infty } sfery Riemanna).
Łatwiej analizować zachowanie funkcji {\displaystyle z\to z+1} niż {\displaystyle F(w)}.